# Phytoliriomyza oasis
Phytoliriomyza oasis är en tvåvingeart som först beskrevs av Becker 1907.  Phytoliriomyza oasis ingår i släktet Phytoliriomyza och familjen minerarflugor.
Artens utbredningsområde är Algeriet. Arten är reproducerande i Sverige. Inga underarter finns listade i Catalogue of Life.